# 张井夫
张井夫（1922年—2016年3月2日），山东苍山人，中华人民共和国政治人物。
1951年12月，担任南康县第三届各界人民代表会议常务副主席。1952年10月，担任第五届各界人民代表会议主席。1978年6月8日，中共江西省委任命他担任南昌航空工业学院（后南昌航空大学）副院长。2016年3月2日在海口逝世，享年94岁。